# Sertularia latiuscula
Sertularia latiuscula is een hydroïdpoliep uit de familie Sertulariidae. De poliep komt uit het geslacht Sertularia. Sertularia latiuscula werd in 1854 voor het eerst wetenschappelijk beschreven door Stimpson. 